# Liste de films tournés dans le département de Maine-et-Loire
Un certain nombre d'œuvres cinématographiques et télévisuelles ont été tournés dans le département de  Maine-et-Loire.
Voici une liste de films, téléfilms, feuilletons télévisés, films documentaires... dont au moins une scène a été tourné dans le département de Maine-et-Loire, classés par commune et lieu de tournage et date de diffusion.
- Haut – A
- B
- C
- D
- E
- F
- G
- H
- I
- J
- K
- L
- M
- N
- O
- P
- Q
- R
- S
- T
- U
- V
- W
- X
- Y
- Z

## A
- Angers

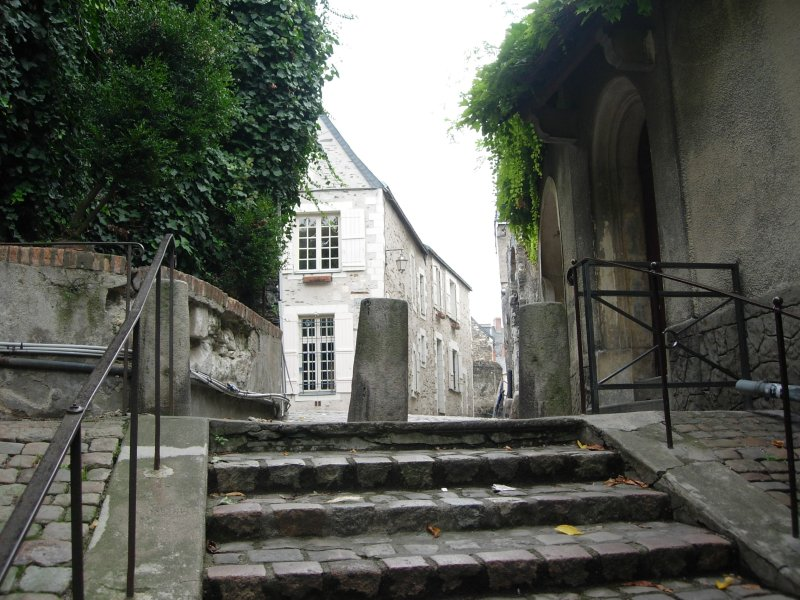
Rue Donadieu de Puycharic à Angers lieu de tournage de Ces dames aux chapeaux verts.

  - 1929 : Ces dames aux chapeaux verts d'André Berthomieu[1]
  - 1986:Maine Ocean de J.Rozier(gare SNCF)
  - 2005 : Imposture de Patrick Bouchitey
  - 2005 : Sauf le respect que je vous dois de Fabienne Godet
  - 2010 : La Princesse de Montpensier de Bertrand Tavernier
  - 2010 : Les Petits Ruisseaux  de Pascal Rabaté (Rue Bréssigny et gare SNCF)
  - 2013 : Demi-sœur  de Josiane Balasko

- Haut – A
- B
- C
- D
- E
- F
- G
- H
- I
- J
- K
- L
- M
- N
- O
- P
- Q
- R
- S
- T
- U
- V
- W
- X
- Y
- Z

## B
- Beaufort-en-Vallée
  - 2010 : Les Petits Ruisseaux  de Pascal Rabaté

- Beaupréau
  - Les Rencontres d'après minuit (scènes dans la maison)

- Bouzillé
  - 1968 : Adolphe ou l'Âge tendre de Bernard Toublanc-Michel

- Brézé
  - 1964 : Hardi ! Pardaillan  de Bernard Borderie

- Brion
  - 2010 : Les Petits Ruisseaux  de Pascal Rabaté

- Brissac
  - 2008 : La Dame de Monsoreau  téléfilm de Michel Hassan (Château de Brissac)

- Haut – A
- B
- C
- D
- E
- F
- G
- H
- I
- J
- K
- L
- M
- N
- O
- P
- Q
- R
- S
- T
- U
- V
- W
- X
- Y
- Z

## C
- Champigné
  - 1991 : Impromptu  de James Lapine (Château des Briottières)

- Champtoceaux
  - 1991 : Jacquot de Nantes  de Agnès Varda

- La Chapelle-sur-Oudon
  - 1981 : Les Malheurs de Sophie  de Jean-Claude Brialy

- Chazé-sur-Argos
  - 2023 : La Passion de Dodin Bouffant de Trần Anh Hùng

- Chênehutte-les-Tuffeaux
  - 1964 : Hardi ! Pardaillan  de Bernard Borderie

- Combrée
  - 1938 : Les Disparus de Saint-Agil

- Haut – A
- B
- C
- D
- E
- F
- G
- H
- I
- J
- K
- L
- M
- N
- O
- P
- Q
- R
- S
- T
- U
- V
- W
- X
- Y
- Z

## D
- Daumeray
  - 1989 : Rouget le braconnier  de Gilles Cousin

- Haut – A
- B
- C
- D
- E
- F
- G
- H
- I
- J
- K
- L
- M
- N
- O
- P
- Q
- R
- S
- T
- U
- V
- W
- X
- Y
- Z

## E
- Écuillé
  - 1970 : Peau d'âne de Jacques Demy[2]

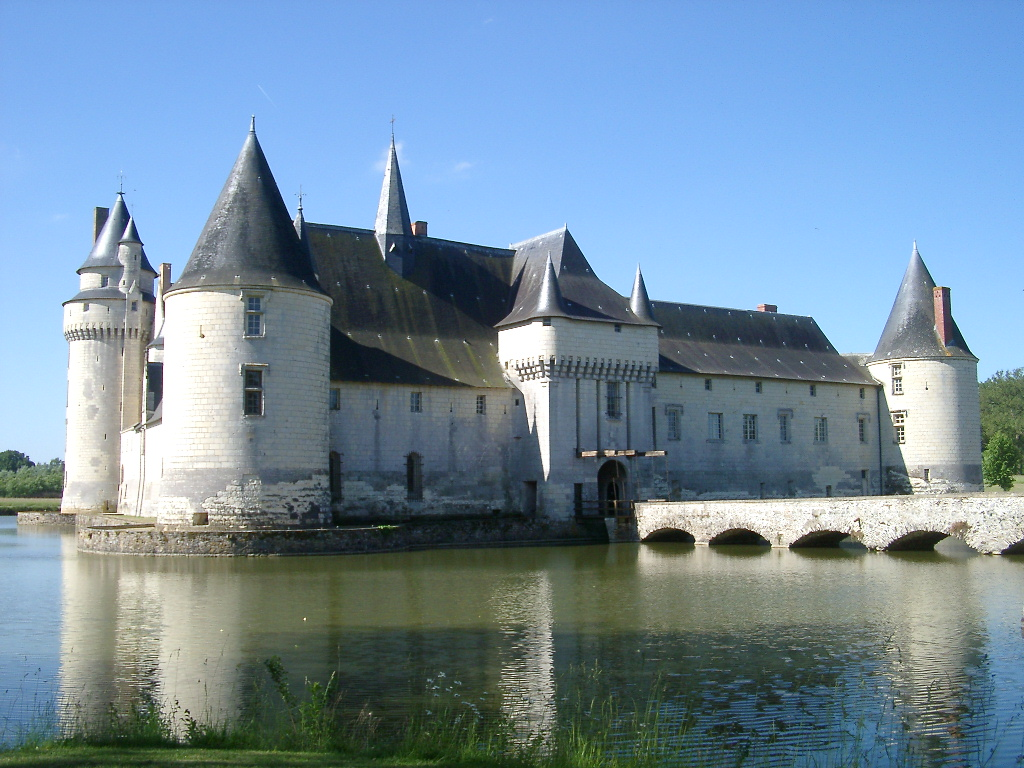
Château du Plessis-Bourré

  - 1997 : Le Bossu de Philippe de Broca[2]
  - 2003 : Fanfan la Tulipe de Gérard Krawczyk[2]
  - 2010 : La Princesse de Montpensier de Bertrand Tavernier[2]

- Haut – A
- B
- C
- D
- E
- F
- G
- H
- I
- J
- K
- L
- M
- N
- O
- P
- Q
- R
- S
- T
- U
- V
- W
- X
- Y
- Z

## F
- Fontevraud-l'Abbaye
  - 1974 : Que la fête commence de Bertrand Tavernier
  - 1978 : Mazarin mini-série de Pierre Cardinal
  - 2008 : La Dame de Monsoreau téléfilm de Michel Hassan (Abbaye de Fontevraud)

- Haut – A
- B
- C
- D
- E
- F
- G
- H
- I
- J
- K
- L
- M
- N
- O
- P
- Q
- R
- S
- T
- U
- V
- W
- X
- Y
- Z

## G
- Haut – A
- B
- C
- D
- E
- F
- G
- H
- I
- J
- K
- L
- M
- N
- O
- P
- Q
- R
- S
- T
- U
- V
- W
- X
- Y
- Z

## H
- Haut – A
- B
- C
- D
- E
- F
- G
- H
- I
- J
- K
- L
- M
- N
- O
- P
- Q
- R
- S
- T
- U
- V
- W
- X
- Y
- Z

## I
- Haut – A
- B
- C
- D
- E
- F
- G
- H
- I
- J
- K
- L
- M
- N
- O
- P
- Q
- R
- S
- T
- U
- V
- W
- X
- Y
- Z

## J
- Haut – A
- B
- C
- D
- E
- F
- G
- H
- I
- J
- K
- L
- M
- N
- O
- P
- Q
- R
- S
- T
- U
- V
- W
- X
- Y
- Z

## K
- Haut – A
- B
- C
- D
- E
- F
- G
- H
- I
- J
- K
- L
- M
- N
- O
- P
- Q
- R
- S
- T
- U
- V
- W
- X
- Y
- Z

## L
- La Ménitré
  - 2010 : Les Petits Ruisseaux  de Pascal Rabaté

- Haut – A
- B
- C
- D
- E
- F
- G
- H
- I
- J
- K
- L
- M
- N
- O
- P
- Q
- R
- S
- T
- U
- V
- W
- X
- Y
- Z

## M
- Marcé
  - 2007 : Un baiser, s'il vous plaît !  de Emmanuel Mouret (Aéroport d'Angers-Loire)

- Mazé
  - 2010 : Les Petits Ruisseaux  de Pascal Rabaté

- Montsoreau
  - 1964 : Hardi ! Pardaillan  de Bernard Borderie (Château de Montsoreau)

- Montreuil-Bellay
  - 1964 : Hardi ! Pardaillan  de Bernard Borderie
  - 1978 : Mazarin mini-série de Pierre Cardinal (Château de Montreuil-Bellay)
  - 2008 : La Dame de Monsoreau téléfilm de Michel Hassan (Château de Montreuil-Bellay)

- Haut – A
- B
- C
- D
- E
- F
- G
- H
- I
- J
- K
- L
- M
- N
- O
- P
- Q
- R
- S
- T
- U
- V
- W
- X
- Y
- Z

## N
- Haut – A
- B
- C
- D
- E
- F
- G
- H
- I
- J
- K
- L
- M
- N
- O
- P
- Q
- R
- S
- T
- U
- V
- W
- X
- Y
- Z

## O
- Haut – A
- B
- C
- D
- E
- F
- G
- H
- I
- J
- K
- L
- M
- N
- O
- P
- Q
- R
- S
- T
- U
- V
- W
- X
- Y
- Z

## P
- Le Plessis-Macé
  - 2008 : La Dame de Monsoreau téléfilm de Michel Hassan (Château du Plessis-Macé)

- Haut – A
- B
- C
- D
- E
- F
- G
- H
- I
- J
- K
- L
- M
- N
- O
- P
- Q
- R
- S
- T
- U
- V
- W
- X
- Y
- Z

## Q
- Haut – A
- B
- C
- D
- E
- F
- G
- H
- I
- J
- K
- L
- M
- N
- O
- P
- Q
- R
- S
- T
- U
- V
- W
- X
- Y
- Z

## R
- Haut – A
- B
- C
- D
- E
- F
- G
- H
- I
- J
- K
- L
- M
- N
- O
- P
- Q
- R
- S
- T
- U
- V
- W
- X
- Y
- Z

## S
- Saint-Martin-de-la-Place
  - 1964 : Hardi ! Pardaillan  de Bernard Borderie (Château de Boumois)

- Saint-Mathurin-sur-Loire
  - 2010 : Les Petits Ruisseaux  de Pascal Rabaté

- Sainte-Gemmes-sur-Loire
  - 2004 : Folle Embellie de Dominique Cabrera

- Segré
  - 1971 : Vipère au poing de Pierre Cardinal

- Haut – A
- B
- C
- D
- E
- F
- G
- H
- I
- J
- K
- L
- M
- N
- O
- P
- Q
- R
- S
- T
- U
- V
- W
- X
- Y
- Z

## T
- Thouarcé
  - Montparnasse Pondichéry

- Haut – A
- B
- C
- D
- E
- F
- G
- H
- I
- J
- K
- L
- M
- N
- O
- P
- Q
- R
- S
- T
- U
- V
- W
- X
- Y
- Z

## U
- Haut – A
- B
- C
- D
- E
- F
- G
- H
- I
- J
- K
- L
- M
- N
- O
- P
- Q
- R
- S
- T
- U
- V
- W
- X
- Y
- Z

## V
- Villebernier
  - 1964 : Hardi ! Pardaillan  de Bernard Borderie
  - 2008 : La Dame de Monsoreau téléfilm de Michel Hassan

- Haut – A
- B
- C
- D
- E
- F
- G
- H
- I
- J
- K
- L
- M
- N
- O
- P
- Q
- R
- S
- T
- U
- V
- W
- X
- Y
- Z

## W
- Haut – A
- B
- C
- D
- E
- F
- G
- H
- I
- J
- K
- L
- M
- N
- O
- P
- Q
- R
- S
- T
- U
- V
- W
- X
- Y
- Z

## X
- Haut – A
- B
- C
- D
- E
- F
- G
- H
- I
- J
- K
- L
- M
- N
- O
- P
- Q
- R
- S
- T
- U
- V
- W
- X
- Y
- Z

## Y
- Haut – A
- B
- C
- D
- E
- F
- G
- H
- I
- J
- K
- L
- M
- N
- O
- P
- Q
- R
- S
- T
- U
- V
- W
- X
- Y
- Z

## Z
- Haut – A
- B
- C
- D
- E
- F
- G
- H
- I
- J
- K
- L
- M
- N
- O
- P
- Q
- R
- S
- T
- U
- V
- W
- X
- Y
- Z